# Eudule costata
Eudule costata là một loài bướm đêm trong họ Geometridae.